# Adeliepingvin
Adeliepingvin (Pygoscelis adeliae) er en pingvinart, som er lidt mindre end kejser- og kongepingvinerne.
Det specielle ved adeliepingvinerne er, at de er meget mere livlige, og de har ikke noget imod at gå til kamp mod kæmpestormfugle for at beskytte andre, kæmpestormfuglen har til gengæld ikke lyst til at slås mod den noget mindre og slagfærdige pingvin. Alle har gang i en masse forskellige ting samtidigt. Man skal kigge godt efter for at finde to adeliepingviner med samme positur. Nogle står helt oprejst, mens andre står foroverbøjet. Deres hoveder drejer hid og did. Nogle løber og andre går. Nogle renser deres fjer, mens andre basker med vingerne for at få varme i kroppen.[kilde mangler]